# Kornoeljeluis
De kornoeljeluis (Anoecia corni) is een halfvleugelig insect uit de familie van de Aphididae.
De soort komt voor in Europa en Azië en is geïntroduceerd in Zuid-Afrika en Noord-Amerika. 
Het ei van de kornoeljeluis overwintert. Uit deze eitjes worden in het voorjaar een eerste generatie van vleugelloze vrouwtjes geboren met gereduceerde ogen en ingekorte antennes. De volgende generaties kunnen wel vliegen. De kornoeljeluis leeft afwisselend op kornoelje en wortels van grassen. In Oost-Azië en de gebieden waar de luis geïntroduceerd is, leeft de soort uitsluitend van grassen. Mieren bezoeken de luizen, met name de zwartbruine wegmier (Lasius niger) maar ook andere soorten Lasius. De gevleugelde imagines worden 1,9 tot 3 millimeter groot. Op de vleugels bevindt zich een opvallende zwarte vlek.